# Aeroportul Purwokerto
Aeroportul Purwokerto (IATA: PWL, ICAO: WICP) este un aeroport din Java Centrală, Indonezia.
Situat la o altitudine de 56 m, aeroportul dispune de o singură pistă.